# Asim Munir
Asim Munir (ourdou : عاصم منیر) est un militaire pakistanais. Le 25 octobre 2018, il est nommé directeur-général de l'Inter-Services Intelligence (ISI), les services de renseignement de l'armée. Il remplace à ce poste Naveed Mukhtar mais est remplacé par Faiz Hameed dès le 16 juin 2019. 
Il succède à Qamar Javed Bajwa pour être à la tête de l’armée pakistanaise en tant que chef-d'état major le 29 novembre 2022. Le 20 Mai 2025, Asim Munir est promu Maréchal ce qui fait de lui le deuxième maréchal du Pakistan après Ayub Khan en 1959. 

## Famille et vie personnelle
Asim Munir est originaire du district de Jhang, dans le centre de la province du Pendjab, mais s'est plus tard installé à Rawalpindi.

## Carrière

### Carrière dans l'armée
Après avoir rejoint l'armée pakistanaise, Asim Munir évolue dans les grades militaires jusqu'à devenir commandant dans le Gilgit-Baltistan, où il est alors sous les ordres de Qamar Javed Bajwa, qui dirige le corps de l'armée à la tête de cette région. Il devient ensuite directeur-général de l'intelligence militaire de l'armée. Le 28 septembre 2018, il est promu au rang de général trois-étoiles. 
Asim Munir a aussi été commandant de l'Inter-Services Intelligence (ISI) à Peshawar en 2000, ainsi qu'attaché militaire aux ambassades pakistanaises en Arabie saoudite et aux États-Unis. 

### Directeur général de l'ISI
Le 10 octobre 2018, Asim Munir est choisi par le Premier ministre Imran Khan en consultation avec le chef de l'armée Qamar Javed Bajwa pour remplacer Naveed Mukhtar qui arrive à l'âge de la retraite. Le 25 octobre 2018, il devient ainsi le directeur-général de l'Inter-Services Intelligence (ISI), les stratégiques services secrets de l'armée. Il est largement vu comme un proche du chef et va le remplacer peu après.
Le 16 juin 2019, après seulement huit mois à la tête de l'agence, il est remplacé par Faiz Hameed à l'occasion d'un remaniement de plusieurs hauts postes militaires. Il devient la personnalité ayant effectué la plus courte direction de l'ISI. En remplacement, il est nommé commandant de corps de Gujranwala.